# Grimme-Preis 2021
Die Verleihung des Grimme-Preises 2021 fand am 27. August 2021 statt. Die Nominierungen wurden am 2. März 2021 bekanntgegeben, die Preisträger am 11. Mai 2021 veröffentlicht. Insgesamt wurden 69 Produktionen und Spezialleistungen für den 57. Grimme-Preis nominiert, die aus über 850 Einreichungen und Vorschlägen ausgewählt wurden. Aufgrund der COVID-19-Pandemie fanden keine Präsenzsitzungen der Grimme-Preis-Kommissionen statt. Die Sichtungen erfolgten in mehreren digitalen Sitzungswochen. Hauptsponsor des Grimme-Preises 2021 war die Daimler AG, die Medienpartner waren 3sat, WDR und das ZDF.

## Preisträger und Nominierungen

### Fiktion
- Drinnen – Im Internet sind alle gleich (ZDF/ZDFneo) – Lutz Heineking junior (Regie), Philipp Käßbohrer (Creator), Julian Schleef (Postproduktion, stellvertretend für das Team), Lavinia Wilson (Darstellung)
- Für immer Sommer 90 (ARD Degeto) – Lars Jessen und Jan Georg Schütte (Buch/Regie), Charly Hübner (Buch/Darstellung)
- Parlament (ONE/WDR) – Noé Debré und Daran Johnson (Buch) Émilie Noblet und Jérémie Sein (Regie)
- Unorthodox (Netflix) – Deborah Feldman, Alexa Karolinski und Anna Winger (Buch), Maria Schrader (Regie), Shira Haas (Darstellung)
- Wir wären andere Menschen (ZDF) – Friedrich Ani und Ina Jung (Buch), Jan Bonny (Regie), Matthias Brandt (stellvertretend für das Ensemble)

- 2 Minuten (MDR)
- Das freiwillige Jahr (WDR)
- Das letzte Wort (Netflix)
- Dignity (Joyn)
- Exit (SWR)
- Herren (BR/ARTE)
- Kopfplatzen (SWR)
- Liebe. Jetzt! Christmas Edition (ZDFneo)
- Mapa (Joyn/rbb)
- Now or Never (SWR)
- Tatort: Parasomnia (MDR)
- Tatort: Unklare Lage (BR)
- Unterleuten – Das zerrissene Dorf (ZDF)

Spezial
- Daniel Kehlmann für Das Verhör in der Nacht (ZDF/ARTE)

### Information & Kultur
Die Nominierung des Dokumentarfilms Lovemobil für den Grimme-Preis wurde von der Nominierungskommission zurückgezogen, nachdem bekannt geworden war, dass Teile des Films mit Darstellerinnen inszeniert wurden.
- Der Ast, auf dem ich sitze (ZDF/3sat) – Luzia Schmid (Buch/Regie)
- Loveparade – Die Verhandlung (WDR/ARTE) – Antje Boehmert (Buch/Produktion), Dominik Wessely (Regie)
- Vernichtet – Eine Familiengeschichte aus dem Holocaust (rbb/HR/NDR) – Andreas Christoph Schmidt (Buch/Regie/Schnitt)

- Afghanistan. Das verwundete Land, 4-teilig (NDR/ARTE)
- ARTE Reportage – Mongolei: Nomaden in Zeiten des Klimawandels (ARTE)
- Berlin 1945 – Tagebuch einer Großstadt (rbb/ARTE)
- Colonia Dignidad – Aus dem Innern einer deutschen Sekte (WDR/SWR/ARTE)
- Das Purpurmeer (ARTE)
- Die Story im Ersten: Wikileaks – Die USA gegen Julian Assange (NDR/WDR)
- Die Unbeugsamen – Gefährdete Pressefreiheit auf den Philippinen (SWR/ARTE)
- EXPEDITION ARKTIS. Ein Jahr. Ein Schiff. Im Eis. (rbb/NDR/HR)
- Heimat ist ein Raum aus Zeit (ZDF/3sat)
- Helga – Die zwei Gesichter der Feddersen (NDR)
- Kampf um Griechenland (WDR/ARTE)
- Lovemobil (NDR), Nominierung zurückgezogen
- Obon
- ProSieben Spezial: Rechts. Deutsch. Radikal. (ProSieben)
- Rohwedder – Einigkeit und Mord und Freiheit (Netflix)
- Schuss in der Nacht – Die Ermordung Walter Lübckes (HR/NDR/rbb/SWR)

Spezial
- Anne Ruprecht für Trennung am Lebensende: Corona und Seniorenheime / „Panorama“ (NDR)

Journalistische Leistung
- Isabel Schayani (WDR)
- Mai Thi Nguyen-Kim für maiLab (funk/SWR) und Quarks – Corona in 5 Minuten (WDR)

- Xenia Böttcher (SWR)

### Unterhaltung
- Joko & Klaas LIVE – Männerwelten (ProSieben) – Thomas Martiens, Thomas Schmitt und Claudia Schölzel (Idee/Buch), Sophie Passmann (Moderation/Idee/Buch)
- Die Carolin Kebekus Show (WDR) – Claudius Pläging (Buch), Carolin Kebekus (Moderation/Produktion)
- Noch nicht Schicht (ZDF/3sat) – Sebastian Pufpaff (Buch/Moderation)

- Bauerfeind – Die Show zur Frau (One/MDR/WDR)
- Browser Ballett (rbb/HR/NDR)
- Kroymann – Staffel 3 und 4 (RB/SWR/NDR/WDR)
- Löffel, Messer, Gäbel – Was ist der Beste Senf? Das große Senfspezial mit Florentin (RocketBeans TV)
- Social Distancing mit Hazel Brugger und Thomas Spitzer (YouTube)
- Teddy gönnt dir! (ProSieben)
- Warten auf’n Bus (rbb)
- ZDF Magazin Royale (ZDF)

### Kinder & Jugend
Kinder
- Die Sendung mit dem Elefanten – Wir kriegen ein Baby / Folge 559 (WDR) – Markus Tomsche (Buch/Kamera/Regie Einspieler)

- Fritzi – Eine Wendewundergeschichte (MDR/NDR/WDR/KiKA/ARTE)
- Ich in der Krise?! – Petja aus Moskau: Luftsprünge im Wohnzimmer statt im Skatepark / Einzelfolge (SWR)
- Küchenkrimi – Dem Essen auf der Spur: Eiscreme / Einzelfolge (rbb)
- Unheimlich perfekte Freunde (MDR/KiKA/BR/WDR)
- Wisch&Mop – Chaos unterm Weihnachtsbaum (NDR)

Jugend
- Masel Tov Cocktail (SWR/ARTE) – Arkadij Khaet (Buch/Regie), Merle Teresa Kirchhoff (Buch), Mickey Paatzsch (Regie), Alexander Wertmann (Darstellung)

- Ab 18! – Hinter unserem Horizont (ZDF/3sat)
- Ab 18! – Luisa (ZDF/3sat)
- KUNTERGRAU – Staffel 3 (Anyway)
- offen un‘ ehrlich (funk/SR)
- TRU DOKU (funk/ZDF)

Spezial
- Mina-Giselle Rüffer für Druck Staffel 5 (funk/ZDF)

- @Kalinka08 (ZDF)
- Sechs auf einen Streich 2020: Der starke Hans (BR) / Helene, die wahre Braut (WDR) / Das Märchen vom goldenen Taler (rbb/Radio Bremen)
- Erben der Nacht (Staffel 1) (NDR)

### Publikumspreis der Marler Gruppe
- Afghanistan. Das verwundete Land (NDR/ARTE) – Claire Billet (Buch), Lucio Mollica (Buch/Producer), Mayte Carrasco (Buch/Regie), Marcel Mettelsiefen (Buch/Regie/Kamera)

### Besondere Ehrung des Deutschen Volkshochschul-Verbandes
- Caren Miosga